# Tour de Corse 2000
Il Tour de Corse 2000, ufficialmente denominato 44ème V-Rally Tour de Corse - Rallye de France, è stata l'undicesima prova del campionato del mondo rally 2000 nonché la quarantaquattresima edizione del Tour de Corse e la ventisettesima con valenza mondiale.

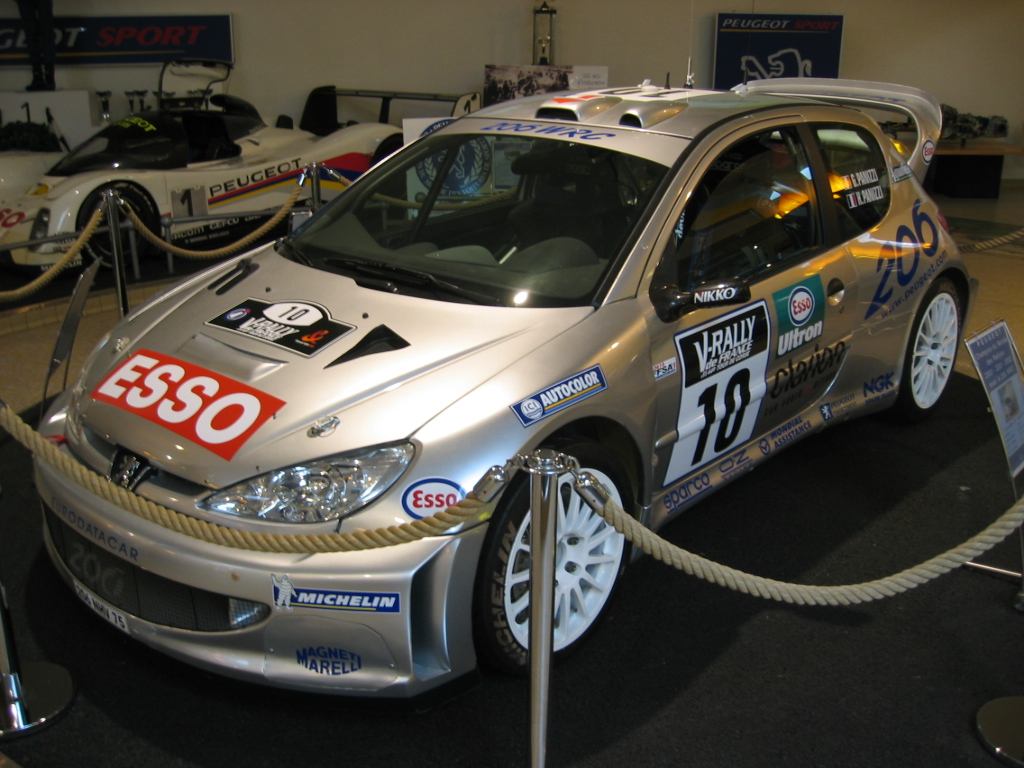
La Peugeot 206 WRC con la quale Gilles Panizzi conquistò il Tour de Corse nel 2000

La manifestazione si è svolta dal 29 settembre al 1º ottobre sulle tortuose e strette strade che attraversano le zone montuose della Corsica. Durante la prima e la terza giornata si gareggiò nei territori attorno al capoluogo Ajaccio, sede principale del rally, mentre per la seconda giornata ci si spostò verso il centro dell'isola con base nella città di Corte.
L'evento è stato vinto dal francese Gilles Panizzi, navigato dal fratello Hervé, al volante di una Peugeot 206 WRC della squadra ufficiale Peugeot Esso, davanti ai connazionali François Delecour e Daniel Grataloup, compagni di squadra dei vincitori, e all'equipaggio spagnolo composto da Carlos Sainz e Luis Moya, alla guida di una Ford Focus WRC 00 del team Ford Martini.
Gli austriaci Manfred Stohl e Peter Müller, su Mitsubishi Lancer Evo VI, hanno invece conquistato la vittoria nella categoria PWRC, mentre l'omanita Hamed Al-Wahaibi e il neozelandese Tony Sircombe si sono aggiudicati la classifica della Coppa FIA Squadre alla guida di una Subaru Impreza WRC99 della scuderia Arab World Rally Team.

## Dati della prova
| Denominazione ufficiale             | V-Rally Tour de Corse - Rallye de France                                                                                         |
| Edizione N°                         | 44 |
| Tappa N°                            | 11 di 14 |
| Data manifestazione                 | da venerdì 29/09/2000 a domenica 01/10/2000                                                                                      |
| Sede ospitante                      | Ajaccio (Corsica del Sud, Corsica)                                                                                               |
| Sede parco assistenza               | Prima e terza frazione: Campo dell'Oro (Corsica del Sud, Corsica). Seconda frazione: Aerodromo di Corte (Alta Corsica, Corsica). |
| Superficie                          | Asfalto |
| Iscritti                            | 124 |
| Partiti                             | 120 |
| Arrivati                            | 80 (66,7%) |
| Prove speciali previste             | 18 |
| Prove speciali disputate            | 17 (1 cancellata) |
| Prova più breve                     | 16,14 km (PS8: Taverna - Pont de Ca)                                                                                             |
| Prova più lunga                     | 31,91 km (PS7: Morosaglia - Campile)                                                                                             |
| Prova più lenta                     | velocità media di 83,94 km/h (PS13: Vero - Pont d'Azzana 2)                                                                      |
| Prova più veloce                    | velocità media di 101,87 km/h (PS3: Bellevalle - Pietra 1)                                                                       |
| Lunghezza prove speciali previste   | 385,01 km |
| Lunghezza prove speciali disputate  | 368,87 km (33,4% della distanza totale effettiva - cancellati 27,64 km)                                                          |
| Lunghezza complessiva trasferimenti | 736,80 km |
| Distanza totale effettiva           | 1105,67 km |

## Itinerario
| Frazione 1 (29 set) |        | 08:15  | Assistenza – Campo dell'Oro (10 min)            | –        | 126,08 km |  |  |
| Frazione 1 (29 set) | PS1    | 09:08  | Vero - Pont d'Azzana 1                          | 18,22 km | 126,08 km |  |  |
| Frazione 1 (29 set) | PS2    | 09:56  | Lopigna - Sarrola 1                             | 29,96 km | 126,08 km |  |  |
| Frazione 1 (29 set) |        | 11:11  | Assistenza – Campo dell'Oro (20 min)            | –        | 126,08 km |  |  |
| Frazione 1 (29 set) | PS3    | 12:04  | Bellevalle - Pietra 1                           | 20,84 km | 126,08 km |  |  |
| Frazione 1 (29 set) | PS4    | 12:49  | Filitosa - Bicchisan 1                          | 22,47 km | 126,08 km |  |  |
| Frazione 1 (29 set) |        | 14:19  | Assistenza – Campo dell'Oro (20 min)            | –        | 126,08 km |  |  |
| Frazione 1 (29 set) | PS5    | 15:02  | Cuttoli - Peri 1                                | 17,34 km | 126,08 km |  |  |
| Frazione 1 (29 set) | PS6    | 15:40  | Gare de Carbuccia 1                             | 17,25 km | 126,08 km |  |  |
| Frazione 1 (29 set) |        | 16:50  | Assistenza – Campo dell'Oro (45 min)            | –        | 126,08 km |  |  |
|                     |        |        |                                                 |          |           |  |  |
| Frazione 2 (30 set) |        | 08:40  | Assistenza – Aerodromo di Corte (10 min)        | –        | 130,15 km |  |  |
| Frazione 2 (30 set) | PS7    | 09:48  | Morosaglia - Campile                            | 31,91 km | 130,15 km |  |  |
| Frazione 2 (30 set) | PS8    | 11:01  | Taverna - Pont de Ca                            | 16,14 km | 130,15 km |  |  |
| Frazione 2 (30 set) |        | 12:06  | Assistenza – Aerodromo di Corte (20 min)        | –        | 130,15 km |  |  |
| Frazione 2 (30 set) | PS9    | 12:53  | Noceta - Muracciole1                            | 16,60 km | 130,15 km |  |  |
| Frazione 2 (30 set) | PS10   | 13:51  | Feo - Col San Quilic                            | 22,54 km | 130,15 km |  |  |
| Frazione 2 (30 set) |        | 14:56  | Assistenza – Aerodromo di Corte (20 min)        | –        | 130,15 km |  |  |
| Frazione 2 (30 set) | PS11   | 15:52  | Pont St Laurent                                 | 26,44 km | 130,15 km |  |  |
| Frazione 2 (30 set) | PS12   | 16:40  | Feo - Altiani                                   | 16,52 km | 130,15 km |  |  |
| Frazione 2 (30 set) |        | 17:25  | Assistenza – Aerodromo di Corte, Corte (45 min) | –        | 130,15 km |  |  |
|                     |        |        |                                                 |          |           |  |  |
| Frazione 3 (1º ott) |        | 06:45  | Assistenza – Campo dell'Oro (10 min)            | –        | 128,78 km |  |  |
| Frazione 3 (1º ott) | PS13   | 07:38  | Vero - Pont d'Azzana 2                          | 18,22 km | 128,78 km |  |  |
| Frazione 3 (1º ott) | PS14   | 08:26  | Lopigna - Sarrola 2                             | 29,96 km | 128,78 km |  |  |
| Frazione 3 (1º ott) |        | 09:41  | Assistenza – Campo dell'Oro (20 min)            | –        | 128,78 km |  |  |
| Frazione 3 (1º ott) | PS15   | 10:34  | Bellevalle - Pietra 2                           | 20,84 km | 128,78 km |  |  |
| Frazione 3 (1º ott) | PS16   | 11:19  | Filitosa - Bicchisan 2                          | 22,47 km | 128,78 km |  |  |
| Frazione 3 (1º ott) |        | 12:49  | Assistenza – Campo dell'Oro (20 min)            | –        | 128,78 km |  |  |
| Frazione 3 (1º ott) | PS17   | 13:32  | Cuttoli - Peri 2                                | 17,25 km | 128,78 km |  |  |
| Frazione 3 (1º ott) | PS18   | 14:10  | Gare de Carbuccia 2                             | 20,04 km | 128,78 km |  |  |
| Frazione 3 (1º ott) |        | 15:20  | Assistenza – Campo dell'Oro (20 min)            | –        | 128,78 km |  |  |
| Totale              | Totale | Totale | Totale                                          | Totale   | 385,01 km |  |  |

## Risultati

### Classifica
| Pos.                                        | Nº       | Pilota             | Co-pilota           | Auto                     | Squadra                 | Classe    | Tempo     | Distacco | Punti    |
| Generale                                    | Generale | Generale           | Generale            | Generale                 | Generale                | Generale  | Generale  | Generale | Generale |
| ------------------------------------------- | -------- | ------------------ | ------------------- | ------------------------ | ----------------------- | --------- | --------- | -------- | -------- |
| 1.                                          | 10       | Gilles Panizzi     | Hervé Panizzi       | Peugeot 206 WRC (2000)   | Peugeot Esso            | WRC       | 4h02'14"2 | –        | 10       |
| 2.                                          | 9        | François Delecour  | Daniel Grataloup    | Peugeot 206 WRC (2000)   | Peugeot Esso            | WRC       | 4h02'47"7 | +33"5    | 6        |
| 3.                                          | 6        | Carlos Sainz       | Luis Moya           | Ford Focus WRC 00        | Ford Martini            | WRC       | 4h03'26"8 | +1'12"6  | 4        |
| 4.                                          | 3        | Richard Burns      | Robert Reid         | Subaru Impreza WRC2000   | Subaru World Rally Team | WRC       | 4h03'45"1 | +1'30"9  | 3        |
| 5.                                          | 16       | Marcus Grönholm    | Timo Rautiainen     | Peugeot 206 WRC (2000)   | Peugeot Esso            | WRC       | 4h04'11"3 | +1'57"1  | 2        |
| 6.                                          | 17       | Piero Liatti       | Carlo Cassina       | Ford Focus WRC 00        | Ford Martini            | WRC       | 4h05'08"0 | +2'53"8  | 1        |
| 7.                                          | 4        | Simon Jean-Joseph  | Jack Boyere         | Subaru Impreza WRC2000   | Subaru World Rally Team | WRC       | 4h05'23"7 | +3'09"5  | -        |
| 8.                                          | 7        | Didier Auriol      | Denis Giraudet      | SEAT Córdoba WRC Evo3    | SEAT Sport              | WRC       | 4h05'44"9 | +3'30"7  | -        |
| 9.                                          | 33       | Sébastien Loeb     | Daniel Elena        | Toyota Corolla WRC       | Équipe de France FFSA   | WRC       | 4h09'07"4 | +6'53"2  | -        |
| 10.                                         | 39       | Fabrice Morel      | David Marty         | Peugeot 206 WRC          | -                       | WRC       | 4h09'34"6 | +7'20"4  | -        |
| Campionato del mondo per vetture Produzione |          |                    |                     |                          |                         |           |           |          |          |
| 1. (17.)                                    | 37       | Manfred Stohl      | Peter Müller        | Mitsubishi Lancer Evo VI | -                       | N4 / PWRC | 4h22'28"0 | –        | 10       |
| 2. (18.)                                    | 22       | Gustavo Trelles    | Jorge del Buono     | Mitsubishi Lancer Evo VI | -                       | N4 / PWRC | 4h23'00"6 | +32"6    | 6        |
| 3. (20.)                                    | 48       | Jean-Marie Santoni | Jean-Marc Casamatta | Mitsubishi Lancer Evo VI | -                       | N4 / PWRC | 4h25'33"3 | +3'05"3  | 4        |
| 4. (21.)                                    | 54       | Krisztián Hideg    | Péter Tajnafői      | Mitsubishi Lancer Evo V  | -                       | N4 / PWRC | 4h26'00"5 | +3'32"5  | 3        |
| 5. (22.)                                    | 24       | Ramón Ferreyros    | Diego Vallejo       | Mitsubishi Lancer Evo VI | -                       | N4 / PWRC | 4h26'02"0 | +3'34"0  | 2        |
| 6. (23.)                                    | 47       | Philippe Rognoni   | Etienne Patrone     | Mitsubishi Lancer Evo VI | -                       | N4 / PWRC | 4h26'16"2 | +3'48"2  | 1        |
| Coppa FIA squadre                           |          |                    |                     |                          |                         |           |           |          |          |
| 1. (14.)                                    | 20       | Hamed Al-Wahaibi   | Tony Sircombe       | Subaru Impreza WRC99     | Arab World Rally Team   | WRC / TC  | 4h17'04"9 | –        | 10       |

| Principali ritiri | Principali ritiri | Principali ritiri | Principali ritiri  | Principali ritiri            | Principali ritiri            | Principali ritiri | Principali ritiri | Principali ritiri |
| PS                | Nº                | Pilota            | Co-pilota          | Auto                         | Squadra                      | Classe            | Causa             | Pos.              |
| ----------------- | ----------------- | ----------------- | ------------------ | ---------------------------- | ---------------------------- | ----------------- | ----------------- | ----------------- |
| PS 1              | 2                 | Freddy Loix       | Sven Smeets        | Mitsubishi Carisma GT Evo VI | Marlboro Mitsubishi Ralliart | WRC               | Incidente         | -                 |
| PS 2              | 18                | Petter Solberg    | Phil Mills         | Ford Focus WRC 00            | Ford Martini                 | WRC               | Cambio            | 118º              |
| PS 3              | 14                | Kenneth Eriksson  | Staffan Parmander  | Hyundai Accent WRC           | Hyundai Castrol WRT          | WRC               | Sospensione       | 107º              |
| PS 3              | 19                | Andrea Dallavilla | Danilo Fappani     | Subaru Impreza WRC99         | Procar Rally Team            | WRC               | Sterzo            | 49º               |
| PS 10             | 5                 | Colin McRae       | Nicky Grist        | Ford Focus WRC 00            | Ford Martini                 | WRC               | Incidente         | 4º                |
| PS 13             | 1                 | Tommi Mäkinen     | Risto Mannisenmäki | Mitsubishi Lancer Evo VI     | Marlboro Mitsubishi Ralliart | WRC               | Incidente         | 9º                |

Legenda
| Icona | Classe                                                                                  |
| ----- | --------------------------------------------------------------------------------------- |
| WRC   | Equipaggio che può conquistare punti per il campionato costruttori WRC                  |
| WRC   | Equipaggio di classe A8 che non può conquistare punti per il campionato costruttori WRC |
| PWRC  | Equipaggio registrato al campionato PWRC                                                |
| TC    | Equipaggio registrato alla Coppa FIA squadre                                            |
|       | Ulteriori classificazioni                                                               |

### Prove speciali
| Frazione            | Prova | Ora   | Nome                   | Lunghezza | Vincitori                          | Tempo            | Leader del rally                   |
| ------------------- | ----- | ----- | ---------------------- | --------- | ---------------------------------- | ---------------- | ---------------------------------- |
| Frazione 1 (29 Set) | PS1   | 09:08 | Vero - Pont d'Azzana 1 | 18,22 km  | Richard Burns Robert Reid          | 12'49"6          | Richard Burns Robert Reid          |
| Frazione 1 (29 Set) | PS2   | 09:56 | Lopigna - Sarrola 1    | 29,96 km  | Gilles Panizzi Hervé Panizzi       | 19'48"9          | François Delecour Daniel Grataloup |
| Frazione 1 (29 Set) | PS3   | 12:04 | Bellevalle - Pietra 1  | 20,84 km  | François Delecour Daniel Grataloup | 12'16"5          | François Delecour Daniel Grataloup |
| Frazione 1 (29 Set) | PS4   | 12:49 | Filitosa - Bicchisan 1 | 22,47 km  | Gilles Panizzi Hervé Panizzi       | 14'07"1          | François Delecour Daniel Grataloup |
| Frazione 1 (29 Set) | PS5   | 15:02 | Cuttoli - Peri 1       | 17,34 km  | Gilles Panizzi Hervé Panizzi       | 11'30"1          | François Delecour Daniel Grataloup |
| Frazione 1 (29 Set) | PS6   | 15:40 | Gare de Carbuccia 1    | 17,25 km  | Gilles Panizzi Hervé Panizzi       | 11'51"8          | Gilles Panizzi Hervé Panizzi       |
|                     |       |       |                        |           |                                    |                  | Gilles Panizzi Hervé Panizzi       |
| Frazione 2 (30 Set) | PS7   | 09:48 | Morosaglia - Campile   | 31,91 km  | Gilles Panizzi Hervé Panizzi       | 21'02"8          | Gilles Panizzi Hervé Panizzi       |
| Frazione 2 (30 Set) | PS8   | 11:01 | Taverna - Pont de Ca   | 16,14 km  | prova cancellata                   | prova cancellata | Gilles Panizzi Hervé Panizzi       |
| Frazione 2 (30 Set) | PS9   | 12:53 | Noceta - Muracciole    | 16,60 km  | Gilles Panizzi Hervé Panizzi       | 10'10"6          | Gilles Panizzi Hervé Panizzi       |
| Frazione 2 (30 Set) | PS10  | 13:51 | Feo - Col San Quilic   | 22,54 km  | Gilles Panizzi Hervé Panizzi       | 15'21"6          | Gilles Panizzi Hervé Panizzi       |
| Frazione 2 (30 Set) | PS11  | 15:52 | Pont St Laurent        | 26,44 km  | François Delecour Daniel Grataloup | 17'30"9          | Gilles Panizzi Hervé Panizzi       |
| Frazione 2 (30 Set) | PS12  | 16:40 | Feo - Altiani          | 16,52 km  | François Delecour Daniel Grataloup | 10'26"3          | François Delecour Daniel Grataloup |
|                     |       |       |                        |           |                                    |                  |                                    |
| Frazione 3 (1º Ott) | PS13  | 07:38 | Vero - Pont d'Azzana 2 | 18,22 km  | Gilles Panizzi Hervé Panizzi       | 13'01"4          | Gilles Panizzi Hervé Panizzi       |
| Frazione 3 (1º Ott) | PS14  | 08:26 | Lopigna - Sarrola 2    | 29,96 km  | François Delecour Daniel Grataloup | 20'17"1          | Gilles Panizzi Hervé Panizzi       |
| Frazione 3 (1º Ott) | PS15  | 10:34 | Bellevalle - Pietra 2  | 20,84 km  | Richard Burns Robert Reid          | 12'19"2          | François Delecour Daniel Grataloup |
| Frazione 3 (1º Ott) | PS16  | 11:19 | Filitosa - Bicchisan 2 | 22,47 km  | Richard Burns Robert Reid          | 14'03"5          | François Delecour Daniel Grataloup |
| Frazione 3 (1º Ott) | PS17  | 13:32 | Cuttoli - Peri 2       | 17,25 km  | Marcus Grönholm Timo Rautiainen    | 11'31"1          | Gilles Panizzi Hervé Panizzi       |
| Frazione 3 (1º Ott) | PS18  | 14:10 | Gare de Carbuccia 2    | 20,04 km  | Carlos Sainz Luis Moya             | 12'55"8          | Gilles Panizzi Hervé Panizzi       |

## Classifiche mondiali
Classifica piloti
| Pos. | Pos. | Pilota             | Punti |
| ---- | ---- | ------------------ | ----- |
| 1    |      | Marcus Grönholm    | 46    |
| 2    | 1    | Richard Burns      | 44    |
| 3    | 1    | Colin McRae        | 42    |
| 4    |      | Carlos Sainz       | 41    |
| 5    |      | Tommi Mäkinen      | 28    |
| 6    |      | Juha Kankkunen     | 18    |
| 7    | 1    | François Delecour  | 13    |
| 8    | 13   | Gilles Panizzi     | 11    |
| 9    | 2    | Harri Rovanperä    | 7     |
| 10   | 1    | Petter Solberg     | 6     |
| 11   | 1    | Didier Auriol      | 4     |
| 12   | 1    | Toshihiro Arai     | 4     |
| 13   | 1    | Freddy Loix        | 4     |
| 14   | 1    | Toni Gardemeister  | 3     |
| 15   | 1    | Thomas Rådström    | 3     |
| 16   | 1    | Armin Schwarz      | 2     |
| 17   | 1    | Kenneth Eriksson   | 2     |
| 18   | 1    | Bruno Thiry        | 2     |
| 18   | 1    | Sebastian Lindholm | 2     |
| 20   | 1    | Markko Märtin      | 1     |
| 21   | 1    | Abdullah Bakhashab | 1     |
| 22   | 1    | Possum Bourne      | 1     |
| 22   | N    | Piero Liatti       | 1     |

Classifica costruttori WRC
| Pos. | Pos. | Squadra                          | Punti |
| ---- | ---- | -------------------------------- | ----- |
| 1    |      | Ford Martini                     | 83    |
| 2    | 1    | Peugeot Esso                     | 74    |
| 3    | 1    | Subaru World Rally Team          | 69    |
| 4    |      | Marlboro Mitsubishi Ralliart     | 35    |
| 5    | 1    | SEAT Sport                       | 8     |
| 6    | 1    | Škoda World Rally Team           | 8     |
| 7    |      | Hyundai Castrol World Rally Team | 5     |